# Ітурадду
Ітурадду (*д/н — 1340 до н. е.) — останній відомий цар держави Мукіш (Алалах).

## Життєпис
Син царя Ілім-Ілімми. Посів трон десь у 1420-х роках до н. е. зберігав союзні або васальні відносини з Мітанні та Єгиптом одночасно. В цей час посилила свою потугу Хетська держава. Втім Іьурадду не надав допомоги мітанійцям під час походу хетів 1450 року до н. е., в результаті чого було повалено царя Тушратту. Новим царем став Шаттіваза, який визнав себе васалом хетського царя Суппілуліуми I.
В цій ситуації Ітурадду повідомляв фараона Ехнатона про ситуацію (це свідчить про імовірність регулярного листування). Зрозумівши, що фараон не надасть допомоги проти хетів, Ітурадду вирішив діяти обережно. Він не протидіяв Суппілуліумі I під час його першої сирійської кампанії, внаслідок чого було захоплено Катну, а її царя Акіцці страчено. До того ж потужне мітсо-держава Кадеш і царство Амурру перейшли на бік хетського царя. Водночас став формувати антихетську коаліцію у складі Агі-Тешуба, царя Нії, Нікмадду II, царя Угарита, Адад-нірарі, царя Нухашше. Але 1344 року до н. е. угаритський цар перейшов на бік хетів. Ітурадду вирішив повстати, але зазнав поразки від зетів та його ваалів в Сирії.
Після відходу хетських загонів разом з Нухашше виступив проти Угариту, сплюндрувавши його володіння, пограбувавши частину самого міста, внаслідок чого було знищено царський палац Нікмадду II. Це призвело до нового вторгнення хетів. Спочатку було захоплено місто Алалах, а 1340 року до н. е. впало місто Халап. Під час цих подій Ітурадду напевне загинув. Його союзники ще деякий час продовжували боротьбу. В Халапі посів хетський намісник. Частину володінь Мукіша було передано Угариту. В Алаласі після смерті Суппілуліуми I було відроджено до 1300 року до н.е васальне невеличке царство, але його правитель невідомий.